# Bidean nam Bian
Bidean nam Bian är ett berg i Storbritannien.   Det ligger i kommunen Highland och riksdelen Skottland, i den nordvästra delen av landet, 600 km nordväst om huvudstaden London. Toppen på Bidean nam Bian är 1 150 meter över havet.
Terrängen runt Bidean nam Bian är huvudsakligen kuperad.Runt Bidean nam Bian är det mycket glesbefolkat, med 2 invånare per kvadratkilometer. Närmaste större samhälle är Fort William, 19,9 km norr om Bidean nam Bian. Trakten runt Bidean nam Bian består i huvudsak av gräsmarker.